# 372. Infanterie-Division (Wehrmacht)
Die 372. Infanterie-Division war eine deutsche Infanteriedivision im Zweiten Weltkrieg.

## Divisionsgeschichte
Die Division wurde am 20. März 1940 im Rahmen der 9. Aufstellungswelle als Landesschützen-Division aus dem Stab der Oberfeldkommandantur 581 (Berlin-Wilmersdorf) in Radom aufgestellt. Friedensstandort war Weißenfels im Wehrkreis IV. Bis Juni 1940 blieb die Division bei Oberost, Grenzabschnitts-Kommando Mitte, und kam dann ab Juli 1940, nach dem französischen Waffenstillstand Ende Juni 1940, an war die Division dem Befehlshaber der Ersatztruppen im Wehrkreis IV (bei der 18. Armee) zur Auflösung unterstellt und kam in die Heimat.

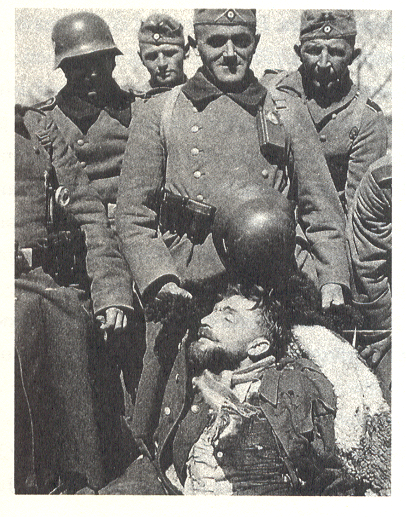
Deutsche Soldaten der 372. Infanterie-Division mit der Leiche Henryk Dobrzańskis am 30. April 1940

Während einer Regimentsübung wurde am 30. April 1940 in Studzianna-Poświętne, einem kleinen Dorf im Distrikt Radom des Generalgouvernements Polen, der Major Henryk Dobrzański, ersten Befehlshaber einer Partisanen-Einheit (Hubalczycy), durch Divisionsangehörige erschossen.
Vor dem Abtransport aus Polen am 10. Juli 1940 stellte die Division aus den drei Regimenter noch drei Wach-Bataillone 650, 651 und 652 auf, welche in Polen blieben. Ab dem 23. Juli 1940 befand sich ein Artillerie-Regiment mit I. und III. Abteilung in der Aufstellung. Am 20. August 1940 wurde die Division in der Heimat aufgelöst.
Bereits am 1. August 1940 hatte der Divisionsstab die Oberfeldkommandantur 372 in Kielce gebildet. Aus jedem Regiment wurde das I. Bataillon zu einem Heimat-Wach-Bataillon überführt und am 1. Januar 1941 in Landesschützen-Bataillon 984, 985 und 986 umbenannt. Ebenso wurden die drei Wach-Bataillone zu Landesschützen-Bataillone 987, 988, und 989.

## Gliederung
- Infanterie-Regiment 650 I.–III. aus dem Stab des Landesschützen-Regiments I./X und den Landesschützen-Bataillonen XXVI./XVII, XVI./XII und VIII./IV
- Infanterie-Regiment 651 I.–III. aus dem Stab des Landesschützen-Regiments II./XIII und den Landesschützen-Bataillonen XI./XIII, III./XIII und VIII./XIII
- Infanterie-Regiment 652 I.–III. aus dem Stab des Landesschützen-Regiments II./IV und den Landesschützen-Bataillonen VIII./VII, XVII./VII und XXIII./XIII
- Feldkanonen-Batterie 372
- Radfahr-Schwadron 372
- Nachrichten-Kompanie 372
- Divisions-Einheiten 372